# Juvenes Translatores
Juvenes Translatores ("unga översättare" på latin), är en översättningstävling för gymnasieelever i Europeiska unionen som hållits varje år sedan 2007, och som anordnas av översättningsavdelningen på Europeiska kommissionen.
Nästa tävlingsomgång kommer att äga rum sista veckan i november 2014.

## Syfte
Syftet med Juvenes Translatores är att främja
- Språkinlärning
- Flerspråkighet
- Översättning som yrkesval

Med tävlingen vill man öka medvetenheten bland ungdomar om att språkkunskaper underlättar kommunikationen mellan européer, liksom deras ömsesidiga förståelse. Man vill också understryka vikten av breddade språkkunskaper, så att flerspråkighet och förståelse mellan olika kulturer ökar, samt framhålla översättarutbildningens betydelse med tanke på det ökande behovet av översättare i Europa.

## Regler
Översättningstävlingen sker årligen och är öppen för elever som fyller sjutton det kalenderår de deltar i tävlingen. Följaktligen ska deltagare i 2014 års tävling vara födda 1997. De tävlande översätter en text på en sida från ett av EU:s officiella språk till ett annat av de officiella språken. Det är tillåtet att använda papperslexikon, men inga elektroniska hjälpmedel. Skolorna, som måste vara belägna i ett EU-land, får anmäla högst fem elever av vilken nationalitet som helst. Antalet skolor som får delta från ett visst medlemsland är detsamma som antalet platser landet har i Europaparlamentet (det totala antalet platser uppgår till 751).
| EU-land        | Antal skolor som får delta |
| -------------- | -------------------------- |
| Österrike      | 18                         |
| Belgien        | 21                         |
| Bulgarien      | 17                         |
| Croatia        | 11                         |
| Cypern         | 6                          |
| Tjeckien       | 21                         |
| Danmark        | 13                         |
| Estland        | 6                          |
| Finland        | 13                         |
| France         | 74                         |
| Tyskland       | 96                         |
| Grekland       | 21                         |
| Ungern         | 21                         |
| Irland         | 11                         |
| Italien        | 73                         |
| Lettland       | 8                          |
| Litauen        | 11                         |
| Luxemburg      | 6                          |
| Malta          | 6                          |
| Nederländerna  | 26                         |
| Polen          | 51                         |
| Portugal       | 21                         |
| Rumänien       | 32                         |
| Slovenien      | 8                          |
| Slovakien      | 13                         |
| Spanien        | 54                         |
| Sverige        | 20                         |
| Storbritannien | 73                         |
| Totalt         | 751                        |

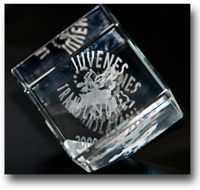

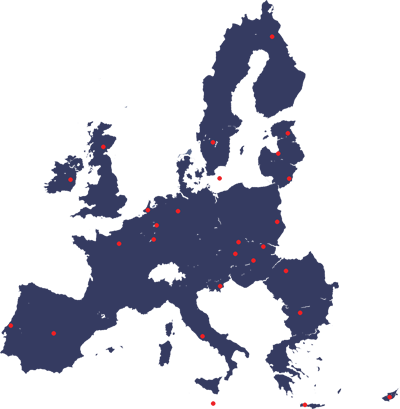

Om antalet skolor som anmäler sig från ett land överstiger det högsta antal som får delta för det landet, drar Europeiska kommissionen lott. Översättare på DGT bedömer översättningarna som de deltagande skolorna skickar in och väljer en vinnare per land. De 28 vinnarna bjuds på en resa till Bryssel, där de får sitt pris.

## Tidsplan

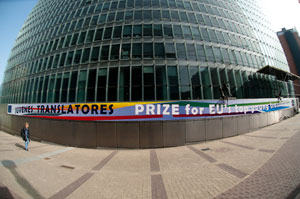

| 1 september - 20 oktober | Anmälan sker via Juvenes Translatores webbplats                                                                          |
| Slutet av oktober        | De deltagande skolorna lottas fram                                                                                       |
| Slutet av november       | Tävlingsdagen – elever från de deltagande skolorna gör provet samtidigt i hela Europa, medan de övervakas av sina lärare |
| December/januari         | Proven bedöms av DGT:s översättare – den bästa översättningen väljs ut för varje EU-land                                 |
| Vårterminen              | De 28 vinnarna (en per EU-land) vinner en resa till Bryssel där de deltar i en prisutdelning                             |

## Fotnoter
1. ↑  De tävlande skriver provet samtidigt oavsett vilken tidszon de befinner sig i. Undantag kan ges för Europeiska Unionens yttersta randområden, som till exempel Guadeloupe.